# Трансформатор Теслы
Трансформа́тор Те́слы, или кату́шка Те́слы (англ. Tesla coil) — устройство, изобретённое Николой Теслой и носящее его имя. Является резонансным трансформатором, производящим высокое напряжение высокой частоты. Прибор был запатентован 22 сентября 1896 года как «Аппарат для производства электрических токов высокой частоты и потенциала».

## Принцип действия
Трансформатор Теслы основан на использовании резонансных стоячих электромагнитных волн в катушках. Его первичная обмотка содержит небольшое число витков и является частью искрового колебательного контура, включающего в себя также конденсатор и искровой промежуток. Вторичной обмоткой служит прямая катушка провода. При совпадении частоты колебаний колебательного контура первичной обмотки с частотой одного из собственных колебаний (стоячих волн) вторичной обмотки вследствие явления резонанса во вторичной обмотке возникнет стоячая электромагнитная волна и между концами катушки появится высокое переменное напряжение.
Работу резонансного трансформатора можно объяснить на примере обыкновенных качелей. Если их раскачивать в режиме принудительных колебаний, то максимально достигаемая амплитуда будет пропорциональна прилагаемому усилию. Если раскачивать в режиме свободных колебаний, то при тех же усилиях максимальная амплитуда вырастает многократно. Так и с трансформатором Теслы — в роли качелей выступает вторичный колебательный контур, а в роли прилагаемого усилия — генератор. Их согласованность («подталкивание» строго в нужные моменты времени) обеспечивает первичный контур или задающий генератор (в зависимости от устройства).
Простейший трансформатор Теслы включает в себя входной трансформатор, катушку индуктивности, состоящую из двух обмоток — первичной и вторичной, разрядник (прерыватель, часто встречается английский вариант Spark Gap), конденсатор, тороид (используется не всегда) и терминал (на схеме показан как «выход»).
Первичная обмотка обычно содержит всего несколько витков медной трубки или провода большого диаметра, а вторичная около 1000 витков провода меньшей площади сечения. Первичная катушка может быть плоской (горизонтальной), конической или цилиндрической (вертикальной). В отличие от обычных трансформаторов, здесь нет ферромагнитного сердечника. Таким образом, взаимоиндукция между двумя катушками гораздо меньше, чем у трансформаторов с ферромагнитным сердечником. Первичная катушка вместе с конденсатором образует колебательный контур, в который включён нелинейный элемент — разрядник.
Разрядник, в простейшем случае, обыкновенный газовый, представляет собой два массивных электрода с регулируемым зазором. Электроды должны быть устойчивы к протеканию больших токов через электрическую дугу между ними и иметь хорошее охлаждение.
Вторичная катушка также образует колебательный контур, где роль конденсатора, главным образом, выполняют ёмкость тороида и собственная межвитковая ёмкость самой катушки. Вторичную обмотку часто покрывают слоем эпоксидной смолы или лака для предотвращения электрического пробоя.
Терминал может быть выполнен в виде диска, заточенного штыря или сферы и предназначен для получения предсказуемых искровых разрядов большой длины.
Таким образом, трансформатор Теслы представляет собой два связанных колебательных контура, что и определяет его замечательные свойства и является главным его отличием от обычных трансформаторов. Для полноценной работы трансформатора эти два колебательных контура должны быть настроены на одну резонансную частоту. Обычно в процессе настройки подстраивают первичный контур под частоту вторичного путём изменения ёмкости конденсатора и числа витков первичной обмотки до получения максимального напряжения на выходе трансформатора.

## Функционирование
Трансформатор Теслы рассматриваемой простейшей конструкции, показанной на схеме, работает в импульсном режиме. Первая фаза — это заряд конденсатора до напряжения пробоя разрядника. Вторая фаза — генерация высокочастотных колебаний в первичном контуре. Разрядник, включённый параллельно, замыкая источник питания (трансформатор), исключает его из контура, иначе источник питания вносит определённые потери в первичный контур и этим снижает его добротность. На практике это влияние может во много раз уменьшить длину разряда, поэтому в схеме трансформатора Теслы разрядник всегда ставится параллельно источнику питания.

### Заряд
Заряд конденсатора производится внешним источником высокого напряжения на базе повышающего низкочастотного трансформатора. Ёмкость конденсатора выбирается таким образом, чтобы вместе с индуктором она составляла резонансный контур с частотой резонанса, равной высоковольтному контуру. Однако частота будет отличаться от расчетной по формуле Томсона, так как в первом контуре существуют заметные потери на «накачку» второго контура. Напряжение заряда ограничено напряжением пробоя разрядника, которое, (в случае воздушного разрядника), можно регулировать, изменяя расстояние между электродами или их форму. Обычно напряжение заряда конденсатора лежит в диапазоне 2—20 киловольт.

### Генерация
После достижения между электродами разрядника напряжения пробоя в нём возникает лавинообразный электрический пробой газа. Конденсатор разряжается через разрядник на катушку. После разряда конденсатора напряжение пробоя разрядника резко уменьшается из-за оставшихся в газе носителей заряда (ионов). Поэтому цепь колебательного контура, состоящего из первичной катушки и конденсатора, остаётся замкнутой через разрядник, и в ней возникают высокочастотные колебания. Колебания постепенно затухают, в основном из-за потерь в разряднике и в цепи вторичной обмотки, но продолжаются до тех пор, пока ток создаёт достаточное количество носителей заряда для поддержания разряда. Во вторичной цепи возникают резонансные колебания, что приводит к появлению на терминале высокого напряжения.

## Модификации трансформаторов Теслы
Во всех типах трансформаторов Теслы основной элемент конструкции — первичный и вторичный контуры — остаётся неизменным. Однако одна из его частей — генератор высокочастотных колебаний — может иметь различную конструкцию. В аббревиатурах названий катушек Теслы, питаемых постоянным током, часто присутствуют буквы DC, например, DCSGTC.
На данный момент существуют:
- SGTC (англ. spark-gap Tesla coil) — классическая катушка Теслы — генератор колебаний выполнен на искровом промежутке (разряднике). Для мощных трансформаторов Теслы наряду с обычными разрядниками (статическими) используются более сложные конструкции разрядника. Например, RSG (от англ. rotary spark gap, можно перевести как роторный/вращающийся искровой промежуток) или статический искровой промежуток с дополнительными дугогасительными устройствами. В этом случае частоту работы промежутка целесообразно выбирать синхронно частоте подзарядки конденсатора, и схема в этом случае ближе к картинке, а не тому, как она здесь описана. В конструкции роторного искрового промежутка используется двигатель (обычно это электродвигатель), вращающий диск с электродами, которые приближаются (или просто замыкают) к ответным электродам для замыкания первичного контура. Скорость вращения вала и расположение контактов выбираются исходя из необходимой частоты следования пачек колебаний. Различают синхронные и асинхронные роторные искровые промежутки в зависимости от управления двигателем. Также использование вращающегося искрового промежутка сильно снижает вероятность возникновения паразитной дуги между электродами. Иногда обычный статический разрядник заменяют многоступенчатым статическим разрядником. Для охлаждения разрядников их иногда помещают в жидкие или газообразные диэлектрики, например, в масло. Типовой прием для гашения дуги в статическом разряднике — это продувка электродов мощной струёй воздуха. Иногда классическую конструкцию дополняют вторым, защитным разрядником. Его задача — защита питающей (низковольтной части) от высоковольтных выбросов.
- Ламповая катушка Теслы (ЛКТ) (англ. vacuum-tube Tesla coil, VTTC). В ней в качестве генератора ВЧ колебаний используются электронные лампы. Обычно это мощные генераторные лампы, такие как ГУ-81, однако встречаются и маломощные конструкции. Одна из особенностей — отсутствие необходимости в высоком напряжении. Для получения сравнительно небольших разрядов достаточно 300—600 В. Также VTTC практически не издает шума, появляющегося при работе катушки Теслы на искровом промежутке.
- SSTC (англ. solid-state Tesla coil) — генератор выполнен на полупроводниках. Он включает в себя задающий генератор (с регулируемой частотой, формой, длительностью импульсов) и силовые ключи (мощные полевые MOSFET транзисторы). Данный вид катушек Теслы является самым интересным по нескольким причинам: изменяя тип сигнала на ключах, можно кардинально изменять внешний вид разряда. Также ВЧ сигнал генератора можно промодулировать звуковым сигналом, например, музыкой — звук будет исходить из самого разряда. Впрочем, аудиомодуляция возможна (с небольшими доработками) и в VTTC. К прочим достоинствам можно отнести низкое питающее напряжение и отсутствие шумного искрового разрядника, как в SGTC.
- DRSSTC (англ. dual resonant solid-state Tesla coil) — за счёт двойного резонанса разряды у такого вида катушек значительно больше чем у обычной SSTC. Для накачки первичного контура используется генератор на полупроводниковых ключах — IGBT или MOSFET транзисторах.
- QCW DRSSTC (англ. quasi-continious wave) — особый тип транзисторных катушек Теслы, характеризующийся так называемой плавной накачкой — постепенным и плавным (а не резким ударным, как в обычных катушках) нарастанием ряда параметров (а именно — напряжения первичного контура, тока первичного контура и, возможно, напряжения вторичного контура). В классической импульсной катушке Теслы рост тока в первичной обмотке обычно происходит в течение времени, сравнимым с длительностью периода (от 2—3 до 7—10 и более периодов) резонансной частоты, то есть за время порядка десятков — сотен микросекунд. В QCW время нарастания составляет десятки миллисекунд, то есть больше примерно на два порядка. Простым примером около-QCW являются ламповые катушки Теслы с шифтером. Из-за синусоидального сигнала частотой 50 герц на его выходе возникает эффект полуплавной накачки, которая обеспечивает довольно внушительный прирост длины разряда относительно типичного жёсткого прерывания (по катоду или сетке). В результате данного приёма достигается характерный вид молний в виде длинных и практически прямых мечевидных разрядов, длина которых многократно превышает длину намотки вторичной обмотки. Дело в том, что полное напряжение на терминале QCW DRSSTC никогда не достигает пробойного для вторичной обмотки: оно всегда остаётся довольно небольшим, десятки киловольт. Возникший на небольшом напряжении стример продолжает подпитываться энергией в течение всего времени накачки и поэтому растёт вверх, по силовым линиям поля, вместо того, чтобы пробиваться сбоку тороида на страйкринг. Именно для этого и делается плавная накачка в катушках Теслы. За счёт такого приёма достигается следующий эффект: вначале появляется небольшой разряд, который затем растёт не с высокой скоростью, пробивая плазменный канал в случайном направлении, а с низкой (так что этот процесс развития можно даже заснять обычными видеокамерами), что обусловливает его неразветвление и огромную относительно длины вторичной обмотки длину. По сути, мы постоянно подогреваем небольшой возникший разряд, который удлиняется по мере перекачки энергии во вторичную обмотку. Но напряжение на выходе такой катушки Теслы невелико и не превышает десятков киловольт.

В отдельную категорию также относят магниферные катушки Теслы.

## Использование трансформатора Теслы
Выходное напряжение трансформатора Теслы может достигать нескольких миллионов вольт. Это напряжение в частоте минимальной электрической прочности воздуха способно создавать внушительные электрические разряды в воздухе, которые могут иметь многометровую длину. Эти явления очаровывают людей по разным причинам, поэтому трансформатор Теслы используется как декоративное изделие.
Трансформатор использовался Теслой для генерации и распространения электрических колебаний, направленных на управление устройствами на расстоянии без проводов (радиоуправление), беспроводной передачи данных (радио) и беспроводной передачи энергии. В начале XX века трансформатор Теслы также нашёл популярное использование в медицине. Пациентов обрабатывали слабыми высокочастотными токами, которые, протекая по тонкому слою поверхности кожи, не причиняли вреда внутренним органам (см.: скин-эффект, Дарсонвализация), оказывая при этом «тонизирующее» и «оздоравливающее» влияние.
Неверно считать, что трансформатор Теслы не имеет широкого практического применения. Он используется для поджига газоразрядных ламп и для поиска течей в вакуумных системах. Тем не менее, основное его применение в наши дни — познавательно-эстетическое. В основном это связано со значительными трудностями при необходимости управляемого отбора высоковольтной мощности или тем более передачи её на расстояние от трансформатора, так как при этом устройство неизбежно выходит из резонанса, а также значительно снижается добротность вторичного контура и напряжение на нём.

## Эффекты, наблюдаемые при работе трансформатора Теслы
Во время работы катушка Теслы создаёт красивые эффекты, связанные с образованием различных видов газовых разрядов. Многие люди собирают трансформаторы Теслы ради того, чтобы посмотреть на эти впечатляющие, красивые явления. В целом катушка Теслы производит 4 вида разрядов:
1. Стример (от англ. Streamer) — тускло светящиеся тонкие разветвлённые каналы, которые содержат ионизированные атомы газа и отщеплённые от них свободные электроны. Протекает от терминала (или от наиболее острых, искривлённых ВВ-частей) катушки прямо в воздух, не уходя в землю, так как заряд равномерно стекает с поверхности разряда через воздух в землю. Стример — это, по сути дела, видимая ионизация воздуха (свечение ионов), создаваемая ВВ-полем трансформатора.
2. Спарк (от англ. Spark) — это искровой разряд. Идёт с терминала (или с наиболее острых, искривлённых ВВ частей) непосредственно в землю или в заземлённый предмет. Представляет собой пучок ярких, быстро исчезающих или сменяющих друг друга нитевидных, часто сильно разветвлённых полосок — искровых каналов. Также имеет место особый вид искрового разряда — скользящий искровой разряд.
3. Коронный разряд — свечение ионов воздуха в электрическом поле высокого напряжения. Создаёт красивое голубоватое свечение вокруг ВВ-частей конструкции с сильной кривизной поверхности.
4. Дуговой разряд — образуется во многих случаях. Например, при достаточной мощности трансформатора, если к его терминалу близко поднести заземлённый предмет, между ним и терминалом может загореться дуга (иногда нужно непосредственно прикоснуться предметом к терминалу и потом растянуть дугу, отводя предмет на большее расстояние). Особенно это свойственно ламповым катушкам Теслы. Если катушка недостаточно мощна и надёжна, то спровоцированный дуговой разряд может повредить её компоненты.

Часто можно наблюдать (особенно вблизи мощных катушек), как разряды идут не только от самой катушки (её терминала и т. д.), но и в её сторону от заземлённых предметов. Также на таких предметах может возникать и коронный разряд. Редко можно наблюдать также тлеющий разряд. Интересно заметить, что некоторые ионные химические вещества, нанесённые на разрядный терминал, способны менять цвет разряда. Например, ионы натрия меняют обычный окрас спарка на оранжевый, а бора — на зелёный.
Работа резонансного трансформатора сопровождается характерным электрическим треском. Появление этого явления связано с превращением стримеров в искровые каналы (см. статью искровой разряд), который сопровождается резким возрастанием силы тока и количества энергии, выделяющейся в них. Каждый канал быстро расширяется, в нём скачкообразно повышается давление, в результате чего на его границах возникает ударная волна. Совокупность ударных волн от расширяющихся искровых каналов порождает звук, воспринимаемый как «треск» искры.